# منزل رئوفي
منزل رئوفي (بالفارسية: خانه رئوفی) هو منزل تاريخي يعود إلى عصر القاجاريون، ويقع في قزوين.